# 大韩国国制
大韩国国制 ( 대한국 국제 )，是1899年朝鲜王朝末期的大韓帝國時期所使用的憲法。
1899年6月，大韩国国制制定，8月发布，其内容如下：
1. 大韓國乃世界萬國公認、自主獨立之帝國。
2. 大韓帝國之政治，乃由前則五百年傳來，由後則亙萬世不變之專制政治。
3. 大韓國大皇帝享有無限之君權，乃公法謂之自立政體。
4. 大韓國臣民若有侵損大皇帝所享有君權之行爲，勿論其已行未行，皆認作失去臣民之道理者。
5. 大韓國大皇帝統率國內陸海軍，定編制，命戒嚴解嚴。
6. 大韓國大皇帝制定法律，命其頒布執行，効倣萬國之公共法律改正國內法律，命大赦特赦減刑復權，乃公法謂之自定律例。
7. 大韓國大皇帝制定或改正行政各府部之官制及文武官之俸給，發布行政上必要之各項勅令，乃公法謂之自行治理。
8. 大韓國大皇帝行文武官之黜陟任免，授與或遞奪爵位勳章及其他榮典，乃公法謂之自選臣工。
9. 大韓國大皇帝派送駐紮使臣至各有約國，宣戰講和及締結諸般約條，乃公法謂之自遣使臣。

（原文見於《高宗太皇帝實錄》卷三十九光武三年八月十七日條）。